# Antonio Emmanuilowitsch Spadawekkia
Antonio Emmanuilowitsch Spadawekkia (Antonio Spadavecchia) (russisch Антонио Эммануилович Спадавеккиа; * 21. Maijul. / 3. Juni 1907greg. in Odessa; † 7. Februar 1988) war ein sowjetischer Komponist.

## Leben und Werk
Spadawekkia war italienischer Abstammung und studierte am Moskauer Konservatorium bei Wissarion Schebalin und später bei Sergei Prokofjew. Nach dem Abschluss im Jahre 1937 wirkte er als Musiklehrer und freier Komponist.
Neben zehn Opern und zwei Balletten komponierte er eine sinfonische Suite, eine Ouvertüre über baschkirische Volkslieder, ein Klavierkonzert, kammermusikalische Werke, Lieder, Schauspiel- und Filmmusiken.
Spadawekkia starb am 7. Februar 1988 und wurde in Moskau auf dem Kunzewoer Friedhof beigesetzt.

## Mitgliedschaft und Ehrungen
Spadawekkia war seit 1944 Mitglied der KPdSU. Im Jahr 1977 erhielt er die Auszeichnung „Volkskünstler der RSFSR“.

## Werke (Auswahl)

### Opern, Ballette und Theatermusik
- Акбузат (Akbusat, Oper nach dem gleichnamigen baschkirischen Epos, baschkirisch Аҡбуҙат, 1942)
- Хозяйка гостиницы (Die Wirtin, Oper nach der Komödie Mirandolina von Carlo Goldoni, 1947)
- Хождение по мукам (Der Leidensweg, Oper nach der gleichnamigen Romantrilogie von Alexei Nikolajewitsch Tolstoi)
- Aladin und die Wunderlampe (Kinderoper)
- Письмо незнакомки (Brief einer Unbekannten, Mono-Oper nach der gleichnamigen Novelle von Stefan Zweig)
- Der brave Soldat Schwejk
- Овод (Die Stechfliege, nach dem gleichnamigen Werk von Ethel Lilian Voynich, 1958)

### Filmmusik
- Золушка (Aschenbrödel, 1947)
- Каин XVIII (Kain XVIII, 1963)
- Неподдающиеся (Versuch’s mit der Liebe, 1959)